# クリストファー・ピサリデス
クリストファー・ピサリデス（Sir Christopher Antoniou Pissarides、ギリシア語: Χριστόφορος Αντωνίου Πισσαρίδης、1948年2月20日 - ）は、キプロス共和国の経済学者である。
キプロス共和国でギリシャ系キプロス人の家庭にて誕生、1973年、ロンドン・スクール・オブ・エコノミクスで経済学者の森嶋通夫による指導の下で経済学の博士号を取得した。マクロ経済学が専門であり、特に労働経済学、経済成長理論、経済政策の研究で名高い。
2010年、ピーター・ダイアモンド、デール・モーテンセンとともに、労働経済におけるサーチ理論に関する業績を称えられてノーベル経済学賞を受賞した。

## 来歴
- 1948年2月20日、キプロス共和国[4]ニコシアにあるアグロスの村でアンソニーとイヴドキアの間にて誕生した。ギリシャ系キプロス人の家庭であった。
- 1967年にエセックス大学に入学、1970年に経済学士号　1971年に経済学修士号をそれぞれエセックス大学より取得した[2]。
- 1971年からロンドン・スクール・オブ・エコノミクスにて学び、1973年、経済学者である森嶋通夫による指導の下で経済学の博士号を取得した[2]。
- その後、1974年から1976年まで、サウサンプトン大学で経済学の講師を務めた。
- ロンドン・スクール・オブ・エコノミクスには1976年から1982年まで講師を、1982年から1986年まで助教授、1986年から教授に就任している。
- 1994年から経済政策研究センターに、2001年からは労働調査研究所にも務めている。

## 業績
- 主に労働市場とマクロ経済の間に存在する相互作用を研究するため開発したサーチ・マッチング理論における貢献が著名である。彼は、失業から雇用に至るフローにおけるマッチング関数理論の概念を開発および支援その推定に関する実証的研究の先駆者と云える。
- 最も影響力のある論文は、1994年にレビュー・オフ・エコノミック・スタディズで発表された「雇用創出および雇用喪失における失業理論」である[5]。この論文はその前の20年間においてデール・モーテンセンとピサリデスの両著者による個々の貢献に基づいて構築されていた。この論文に起因したモーテンセン＝ピサリデスモデルは、現代マクロ経済学において非常に強い影響を与えてきた。それはなんらかの変動かまたは拡大をもたらし、今日において世界中の至る所で経済学における大学院カリキュラムの中核の一部として採用されている。
- ピサリデスの著書「均衡的失業理論」はマクロ経済学において失業理論における文献として幅広く参照されている。
- デール・モーテンセンとピサリデスによる共同作業において、内因的な雇用創出および雇用喪失における分析の結果、改定されている。
- 近年は発展と構造変化に関する研究を行っている。

## 受賞および名誉
- 計量経済学会フェロー, 1997年[2]
- 英国アカデミーフェロー（F.B.A.）, 2002年[2]
- ヨーロッパ経済学会フェロー,  2005年
- 労働経済学におけるIZA賞, デール・モーテンセン共同受賞, 2005年[6]
- アメリカ経済学会, 外国人名誉会員, 2011年
- ヨーロッパ経済学会 副会長-;  2011年より会長
- ノーベル経済学賞 2010年, デール・モーテンセン,ピーター・ダイアモンドと共同受賞,[7] for "analysis of markets with search frictions"[7][8]

## 主張
2015年ダボス会議にて、世界中の市民が所得格差の増大に苦しんでいると述べ、貧困問題への対処が必要だとした。貧困層へ直接お金を配るよりもチャイルドケアへの政府補助金増など雇用が増えるような政策の方が所得格差縮小には効果的だとピサリデスは述べる。

## 著書
- 1979. "Job Matchings with State Employment Agencies and Random Search", Economic Journal 89(356), pp. 818–33.
- 1985. "Short-Run Equilibrium Dynamics of Unemployment Vacancies, and Real Wages," American Economic Review 75(4), pp. 676–90.
- 1986. "Unemployment and Vacancies in Britain." Economic Policy,  1(3), p p. 499–559.
- 1994. "Job Creation and Job Destruction in the Theory of Unemployment" (with Dale Mortensen), Review of Economic Studies 61(3), pp. 397–415.
- 2000. Equilibrium Unemployment Theory, second edition, Cambridge, MA: MIT Press. Description and chapter-preview links.
- 2007. "Structural Change in a Multi-Sector Model of Growth" (with L. Rachel Ngai), American Economic Review 97(1): 429-443. doi:10.1257/aer.97.1.429